# Drachenfels (Mittlerer Pfälzerwald)
Der Drachenfels ist ein Berg im Mittleren Pfälzerwald auf der Waldgemarkung der Kreisstadt Bad Dürkheim (Rheinland-Pfalz). Mit einer Höhe von 570,8 m ü. NHN, die im Nordosten des Gipfelplateaus auf dem sogenannten Westfelsen erreicht wird, ist er die höchste Erhebung des Pfälzerwalds nördlich der Linie Hochspeyerbach/Speyerbach. Ein Teil des Drachenfels-Areals ist als Naturschutzgebiet 7332-003 ausgewiesen.

## Geographie

### Lage
Der Berg liegt im westlichen Bereich eines Dreiecks mit etwa 14 km Seitenlänge, das vom Isenachtal (B 37) im Norden, der Deutschen Weinstraße im Osten und den Tälern von Speyerbach sowie Hochspeyerbach (entlang der Bundesstraße 39) im Südwesten gebildet wird. Westlich erstreckt sich der Große Pfaffenkopf und südwestlich der Hohekopf.

### Gewässer

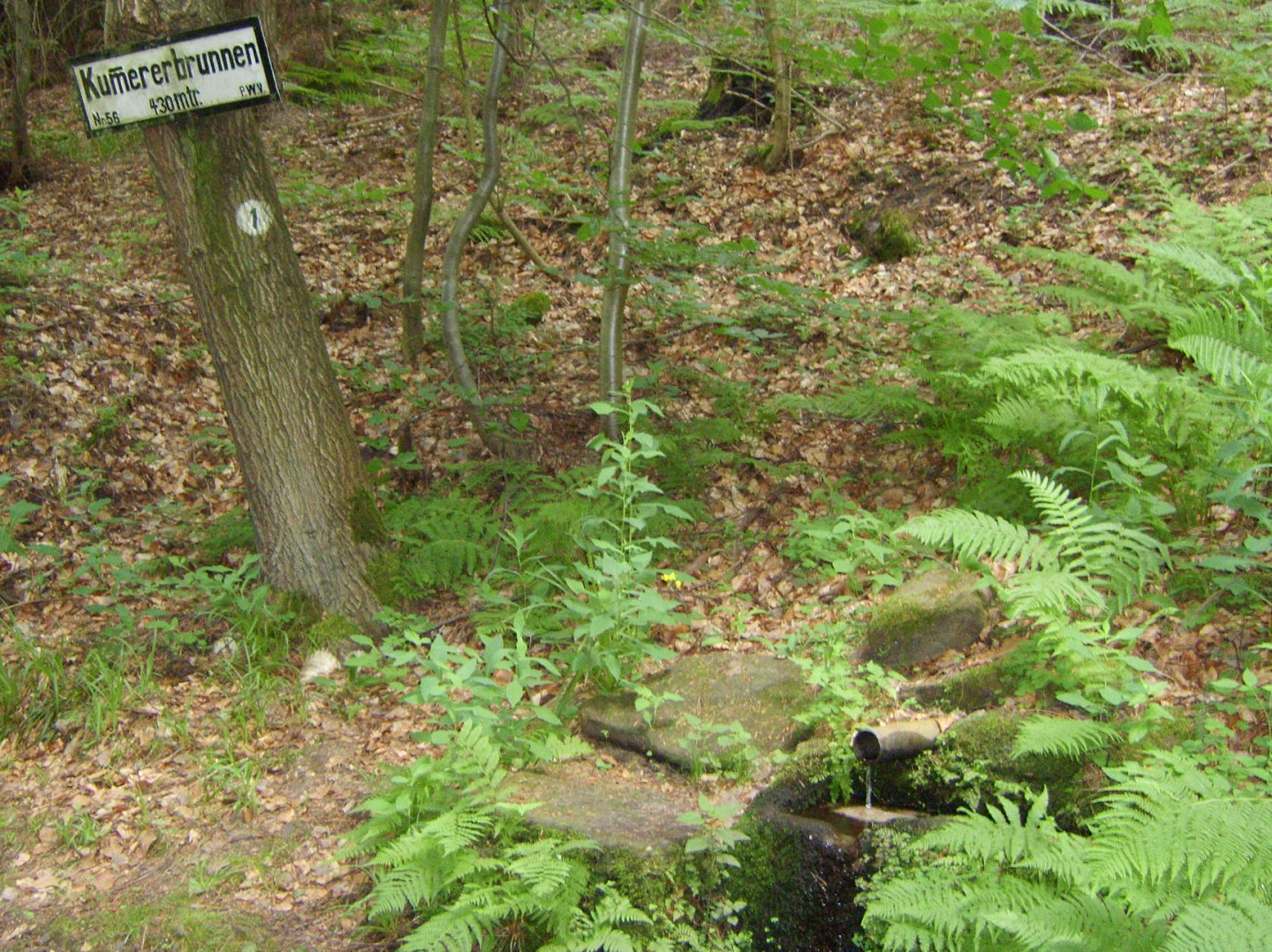
Kummererbrunnen

Direkt am Beginn des steilen Aufstiegs zum Gipfel entspringt auf 394 m Höhe eine Quelle, die zum Kummererbrunnen (Lage) gefasst ist. Er wurde in den 1840er Jahren durch den Revierförster Karl Kummerer vom damaligen Forsthaus Jägerthal und seinem Kollegen Karl Nahm vom Nachbarrevier angelegt. Der Brunnentrog ist mit ihren Initialen „KK KN“ markiert.
Der Siegfriedsbrunnen (Lage), zu dem der Drachenfels-Club den ursprünglich nach einem leiningischen Grafen benannten Friedrichsbrunnen umgetauft hat, liegt auf 372 m Höhe im Tal am Südfuß des Drachenfelses; er ist die Quelle des 3,6 km langen Glashüttentalbachs, der das Drachenfelsmassiv auf der Westseite umfließt. In der amtlichen topographischen Karte 1:25.000 (Herausgeber: Landesamt für Vermessung und Geobasisinformation Rheinland-Pfalz, 2. Auflage 2010) und im digitalen Kartenwerk LANIS wird die Quelle weiterhin als „Friedrichsbrunnen“ bezeichnet.
Auf der Ostseite umfließt den Drachenfels der 5,6 km lange Dreibrunnentalbach, der bei der Waldgaststätte Forsthaus Saupferch nördlich des Bergs von links den Glashüttentalbach aufnimmt und knapp 2 km weiter im Jägerthal von rechts in die Isenach mündet, einen linken Zufluss des Rheins.

### Umgebung
Im Bereich des Drachenfelses liegen als weitere Ausflugsziele das frühere Forsthaus Jägerthal, in dem die Gaststätte Sieben Raben betrieben wird, sowie das nicht bewirtschaftete Forsthaus Kehrdichannichts, die Ruinen der Jagdhäuser Murrmirnichtviel und Schaudichnichtum, das 1280 erstmals urkundlich erwähnte Lambertskreuz – ältestes Wegkreuz der Pfalz –, die bewirtschaftete Lambertskreuz-Hütte, die Waldgaststätte Forsthaus Saupferch sowie der 70 Hektar große Freizeit- und Wildpark Kurpfalz-Park.

## Beschreibung

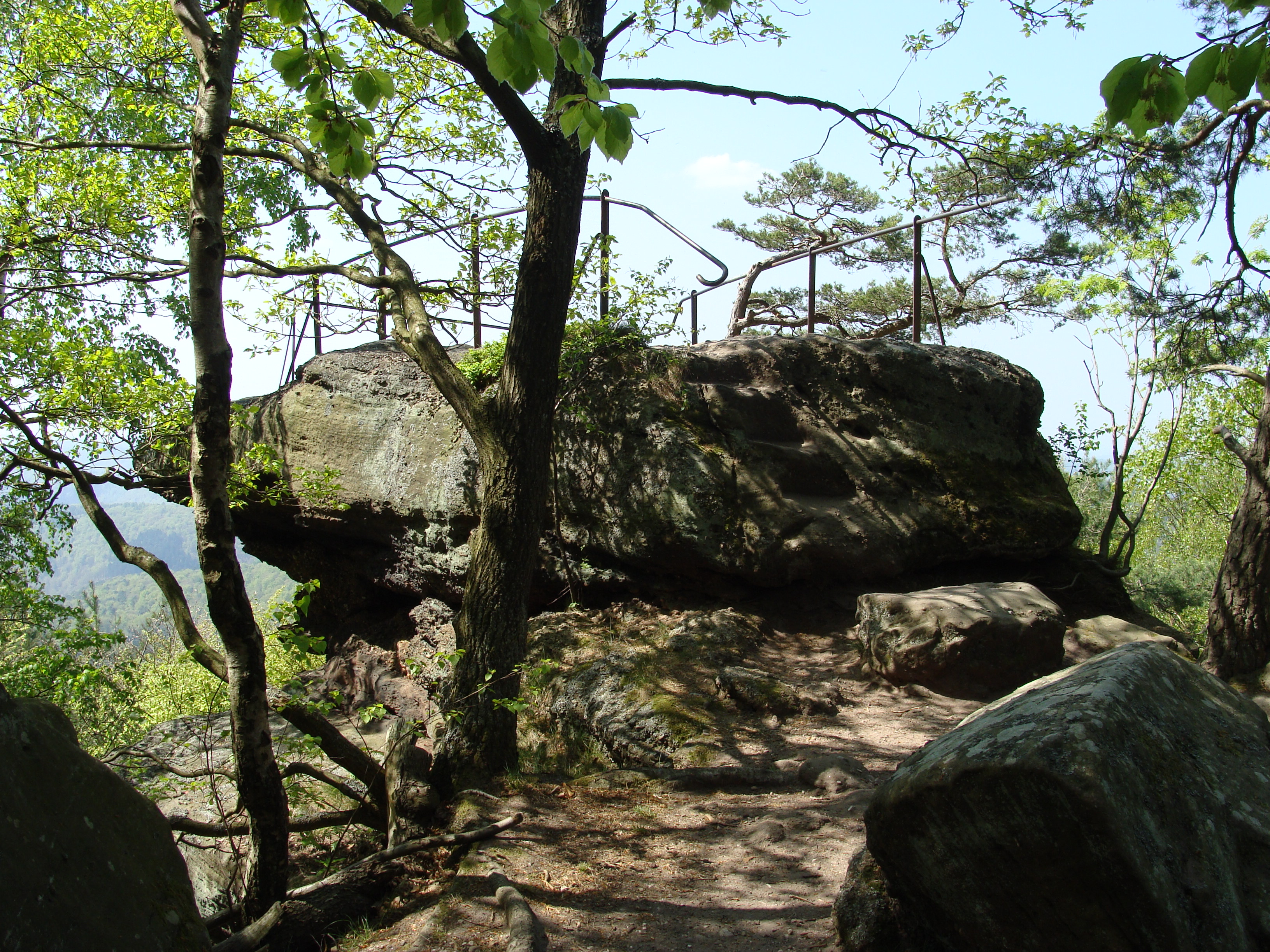
Aussichtspunkt auf dem Westfelsen
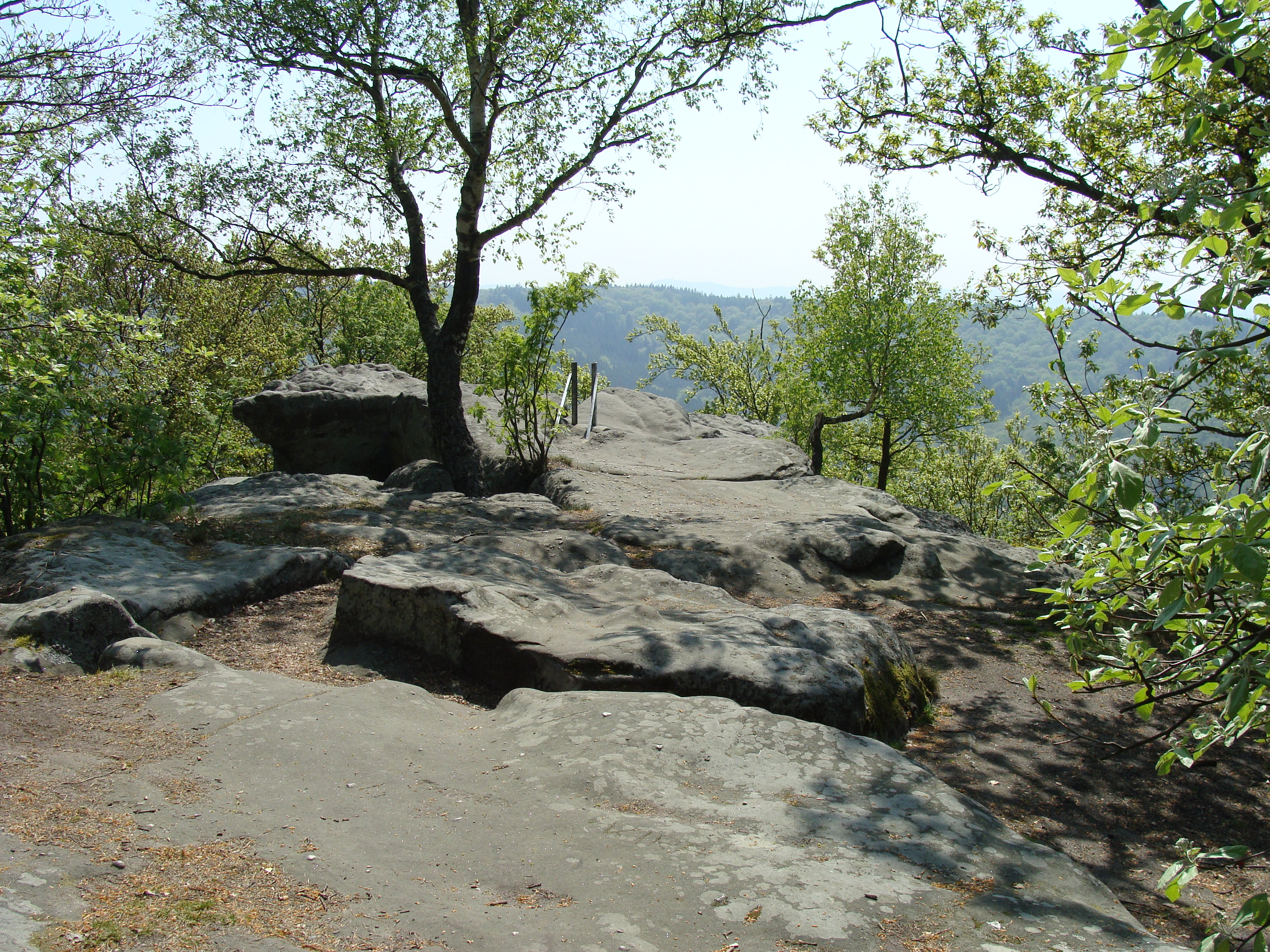
Auf dem Südfelsen
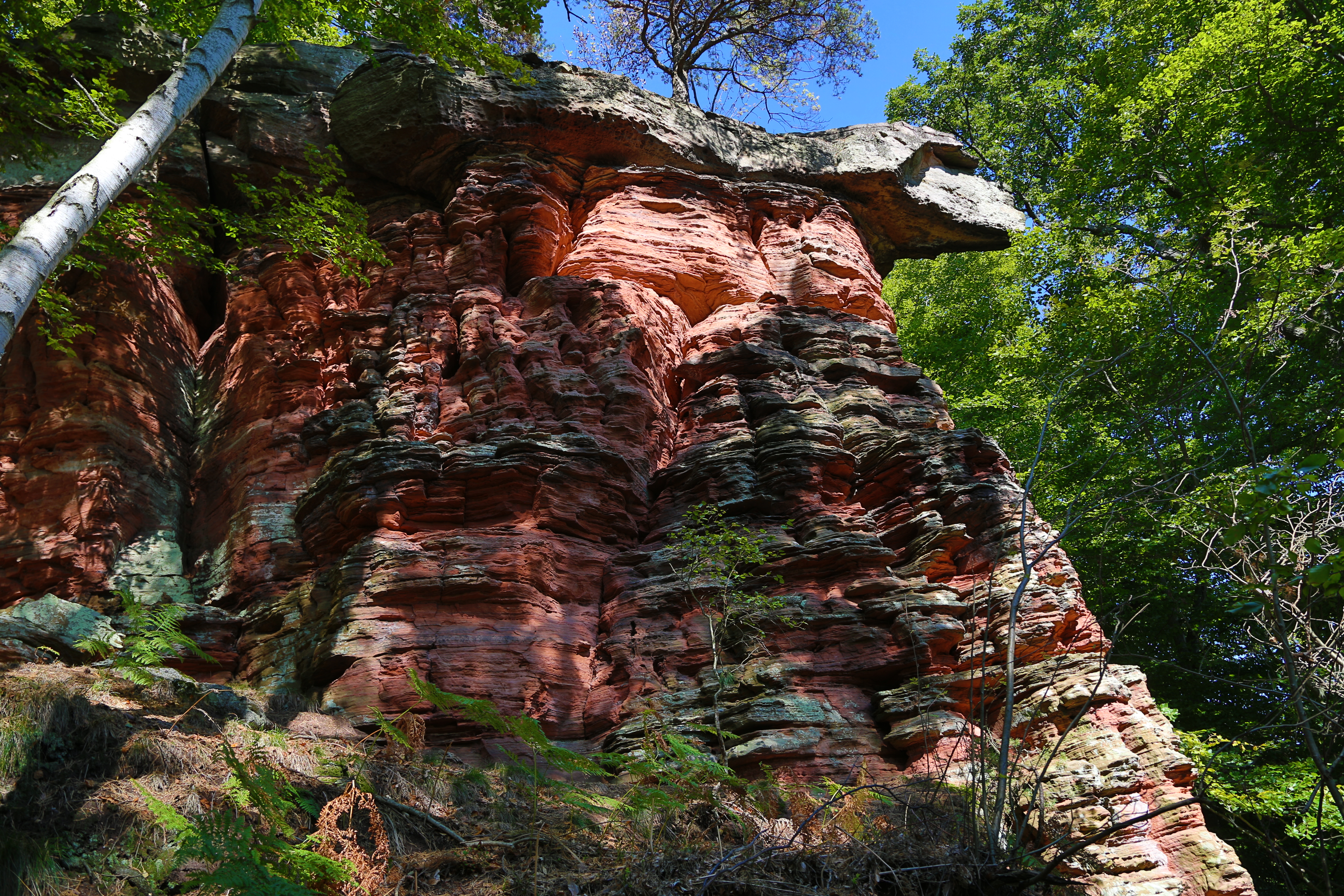
Südfelsen von unten
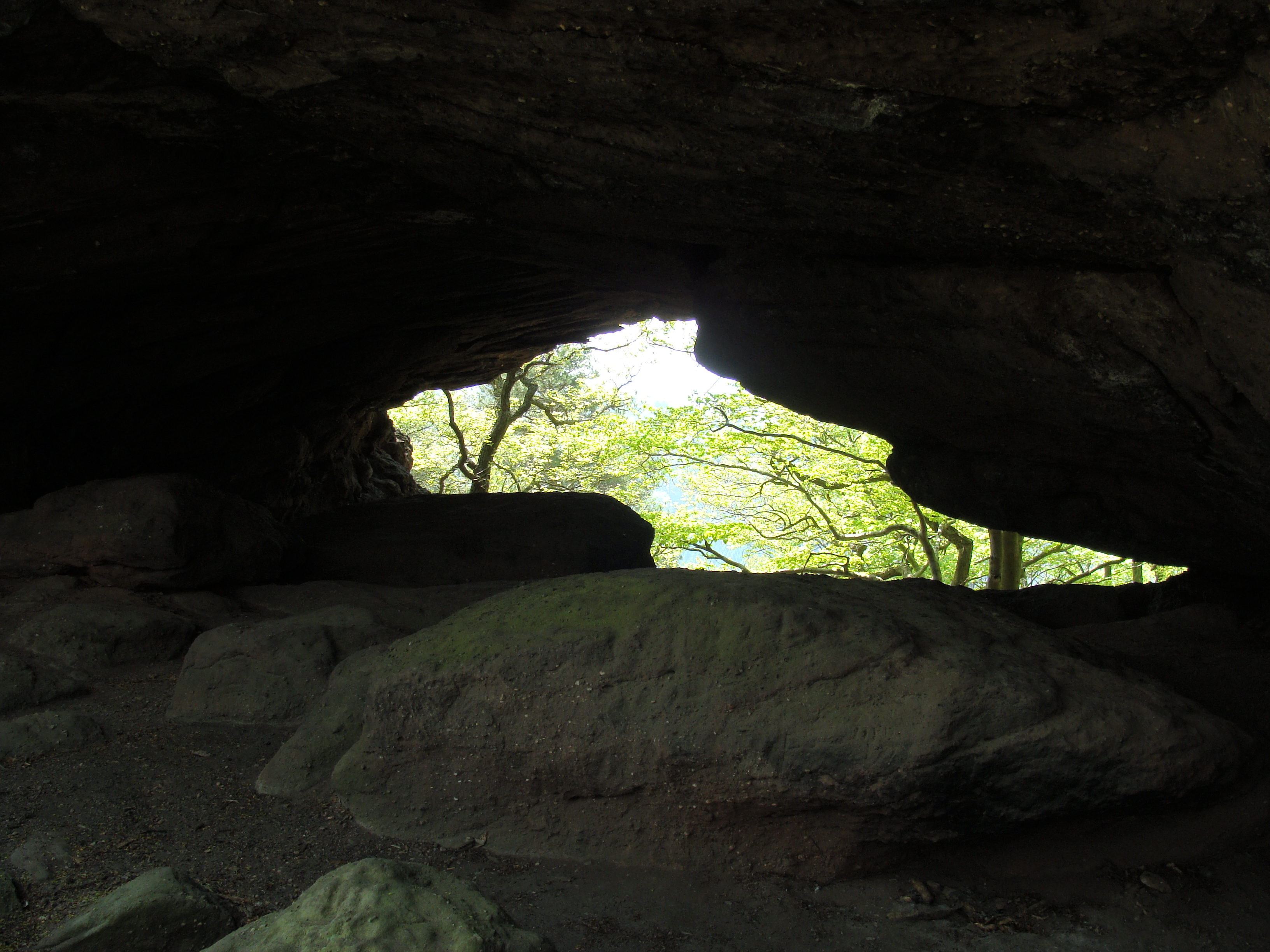
Drachenkammer unter dem Südfelsen

Das etwa 13 Hektar große Gipfelplateau aus Buntsandstein, das von der Rheinebene aus gut sichtbar die vorgelagerten Erhebungen überragt, besitzt seinen höchsten Punkt im Nordosten und fällt zu den Rändern hin auf etwa 540 m ab. Es wurde 1972 unter Naturschutz gestellt.
Der Name des Berges wird – wie der des unweit gelegenen Siegfriedbrunnens – mit dem Drachen aus der Nibelungensage in Verbindung gebracht. Unterhalb des im Südosten weit vorspringenden Felsens befinden sich zwei Höhlungen; die kleine wird „Drachenkammer“, die größere „Drachenhöhle“ genannt. Bis 1920 horstete im Fels ein Paar des Schlangenadlers.
Vom sogenannten Westfelsen im Nordosten sind im Norden der Donnersberg, im Nordwesten die Gipfel des Hunsrücks und im Westen die Stadt Kaiserslautern zu sehen.

## Bauwerke
Im Südwestteil des Plateaus haben Reste einer spätrömischen Befestigung aus dem dritten Jahrhundert überdauert; der ehemalige Ringwall, der als Doppelwall angelegt ist, ist nur noch schwach unter Bewuchs erkennbar. Zur Anlage selbst gehörte das befestigte Gipfelplateau. Zusätzlich existiert ein weiterer Wall, der mutmaßlich älter ist.

## Natur
Der Gipfelbereich und ein Teil der Südwestflanke bilden seit 1972 ein 12,53 Hektar großes Naturschutzgebiet.

## Tourismus
Wegen seiner zentralen Lage ist der Drachenfels von allen Seiten erreichbar, allerdings ausschließlich zu Fuß; da das Areal unter Naturschutz steht, darf dort weder geritten noch mit Mountainbikes oder anderen Zweirädern gefahren werden. Der Aufstieg ist recht steil und führt über teilweise unbefestigte Waldwege und Pfade.
Der nächste Wandererparkplatz am Forsthaus Saupferch, wo sich eine Wegtafel des Pfälzerwald-Vereins befindet, kann von Norden her – B 37 Kaiserslautern–Bad Dürkheim – über eine etwa 2 km lange befestigte Straße angefahren werden. Ebenso der Fernwanderweg Staudernheim–Soultz-sous-Forêts und ein Weg, der mit einem gelben Balken markiert und von Glanbrücken bis nach Wachenheim an der Weinstraße verläuft, führen über den Drachenfels. Der Pfälzer Hüttensteig streift seine Südostflanke.
Gepflegt wird das Drachenfels-Areal durch den Drachenfels-Club. Der Verein, der sich den Erhalt und die Verschönerung von Kulturdenkmälern in und um Bad Dürkheim zum Ziel gesetzt hat, wurde 1873 gegründet und leitete noch im gleichen Jahr die Erschließung des Drachenfelses ein.